# 富田景政
富田景政（日语：富田 景政（とだ かげまさ），1524年—1593年9月3日）是日本戰國時代的武將和劍豪。父親是富田景家。

## 生平
在大永4年（1524年）出生，家中三男。在長兄富田勢源因為罹患眼病而出家後，繼承家督。最初仕於越前國朝倉氏，在朝倉家沒落後，仕於前田利家，後來成為七尾城的守將。在兒子景勝在賤岳之戰中陣亡後，將女兒嫁給同樣出身於朝倉家且為富田流門人的山崎景邦的兒子富田重政，讓他成為婿養子入繼富田家。在文祿2年8月8日（1593年9月3日）死去。享年69歲。
弟子有一刀流的流祖伊藤一刀齋的師父鐘捲自齋（一說是富田勢源的弟子）。另外，亦曾指導豐臣秀吉的外甥豐臣秀次的劍術。